# Warrenville (Illinois)
Warrenville es una ciudad ubicada en el condado de DuPage en el estado estadounidense de Illinois. En el Censo de 2010 tenía una población de 13140 habitantes y una densidad poblacional de 903,22 personas por km².

## Geografía
Warrenville se encuentra ubicada en las coordenadas 41°49′15″N 88°11′15″O / 41.82083, -88.18750. Según la Oficina del Censo de los Estados Unidos, Warrenville tiene una superficie total de 14.55 km², de la cual 14.14 km² corresponden a tierra firme y (2.81%) 0.41 km² es agua.

## Demografía
Según el censo de 2010, había 13140 personas residiendo en Warrenville. La densidad de población era de 903,22 hab./km². De los 13140 habitantes, Warrenville estaba compuesto por el 82.19% blancos, el 3.91% eran afroamericanos, el 0.61% eran amerindios, el 3.7% eran asiáticos, el 0.02% eran isleños del Pacífico, el 7.34% eran de otras razas y el 2.23% pertenecían a dos o más razas. Del total de la población el 20.94% eran hispanos o latinos de cualquier raza.